# Gummarus van Lier

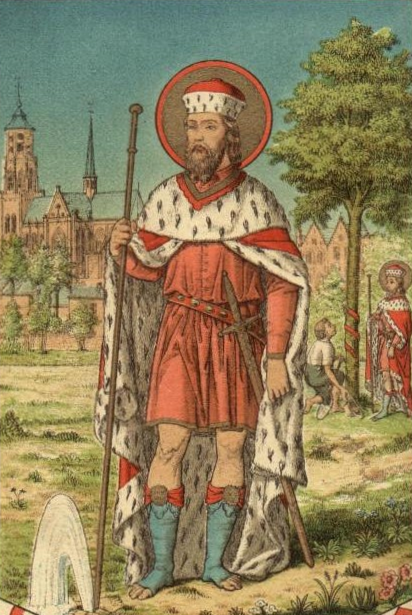
Gummarus van Lier

De heilige Gummarus (Gommarus) van Emblem (geboren anno 664 te Emblehem, een gebied dat het ganse Lierse grondgebied omvat en niet enkel de huidige deelgemeente van Emblem,  overleden ca. 714) was een Merovingische  ridder aan het hof van Pepijn van Herstal en volgens de legende de stichter van Emblem. Hij is de patroon van allen die met een breuk te kampen hebben. Over Gummarus weten we niets met zekerheid. De oudst bekende levensbeschrijving dateert waarschijnlijk uit het midden van de 11e eeuw.
Omdat Gummarus al eens met handschoenen wordt afgebeeld beschouwen de handschoenmakers hem als hun patroonheilige.
Een van de aan hem toegeschreven wonderen is namelijk dat hij een afgebroken boom met zijn riem weer heeft hersteld. Dus niet alleen beenbreuken, maar ook echtbreuken, aangezien hij een slecht huwelijk had met een kwaadaardige echtgenote. De niet zo lieftallige eega heette Grimmara. Ze was niet alleen een ramp voor Gummarus, ze was ook buitengewoon wreed voor de dienaren en lijfeigenen. Toen Gummarus eens een tijd van huis was, liet ze deze mensen al hun vee ontnemen, het hoofd kaalscheren en mishandelen. Ook liet ze een zwangere vrouw zware arbeid verrichten.
Gummarus scheidde van zijn vrouw omdat ze zo wreed was en trok zich terug als kluizenaar. Hij raakte zodanig bevriend met Sint-Rombout (de Heilige Rumoldus)., dat na een van hun bezielde gesprekken over God hun pelgrimsstaven in grote eiken waren veranderd. Waar nu in de stad Lier de  gerenoveerde Kluizekerk staat, bouwden ze samen een kapel. Over Gummarus zijn verder vooral veel wonderverhalen bekend zoals ze over veel middeleeuwse heiligen de ronde doen. Behalve het verhaal van de boom die terug begon te groeien, liet hij een bron ontspringen door met zijn staf op de grond te slaan en verrichtte hij genezingen. Hij stierf op zijn buitenverblijf in Emblem, mogelijk op 11 oktober 714. In 754 of 815 afhankelijk van de bron wordt hij tot heilige verheven, en in 1376 begon men te Lier te bouwen aan een kerk ter ere van hem, die nu nog als een voorbeeld van Brabantse gotiek kan worden bewonderd in Emblem.
Door het wonder met de gebroken boom en zijn gebroken huwelijk, wordt Sint-Gummarus aanroepen tegen beenbreuken maar ook om gevrijwaard te blijven van echtbreuken. In de noveen rond de feestdag van de heilige (11 oktober) komen bedevaarders naar de Sint-Gummaruskerk in Emblem om genezing te vragen voor kwalijke breuken en zijn hulp af te smeken om gevrijwaard te blijven van fracturen. De zondag na 10 oktober vindt dan ook de Sint-Gummarusprocessie plaats.
Bij het uitspreken van de zegening legt de priester de gordel van Sint-Gummarus op de schouders van de pelgrim (ritueel van de bandoplegging).
In 2020 werd er een nieuwe stadsreus in Emblem gebouwd, die St-Gummarus voorstelt, hij neemt elk jaar deel aan de processie.

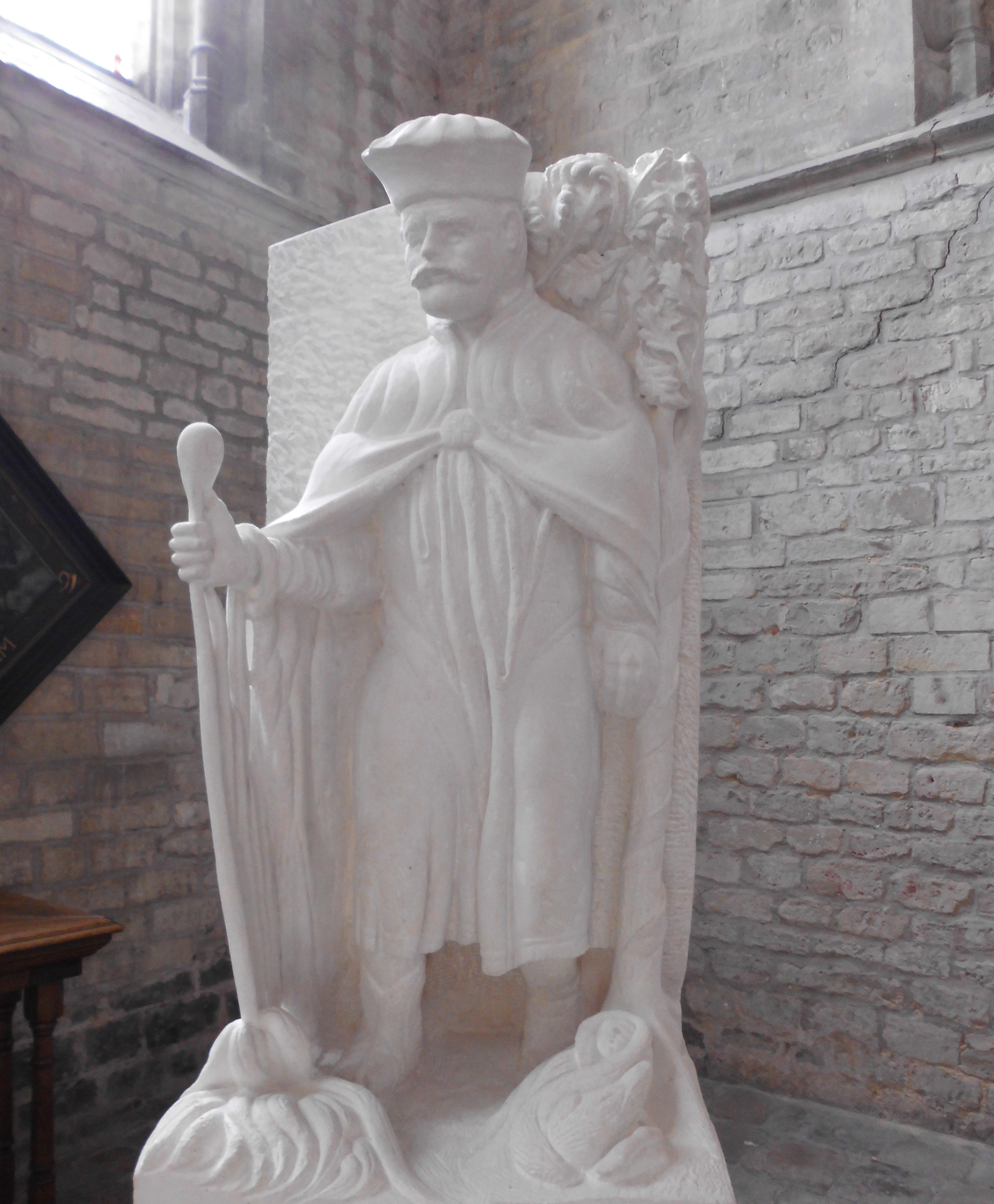
Beeld van Sint-Gummarus, terug te vinden in de Sint-Gummaruskerk te Emblem.